# Karajasznik
Karajasznik (ros. Караяшник) – słoboda w Rosji, w obwodzie woroneskim, w rejonie olchowackim. W 2010 liczyła 621 mieszkańców.